# Eenvoudige flora voor Nederland
De Eenvoudige flora voor Nederland is een determineerboek dat werd samengesteld door A. van Iersel ten behoeve van leerlingen van de kweekscholen. De flora vond ook bij middelbare scholen en bij de jeugdbeweging aftrek. Het boek werd uitgegeven door Van Goor.
Het boekje, dat 164 bladzijden telt, determineert tot op soortniveau en geeft een aantal illustraties, maar de wetenschappelijke namen en de soortbeschrijvingen ontbreken. Het geeft ook tabellen voor het determineren van bomen en struiken in de winter, knoppen, boomzaden en kiemplanten. Er waren vijf drukken, in 1949, 1950, 1952, 1962, 1966. In 1973 kwam dan nog de Eenvoudige flora voor alle jaargetijden uit, van dezelfde auteur.